# Willem Hendrik Alexander Carel van Heeckeren van Kell
Pour les articles homonymes, voir Van Heeckeren et Kell.
Le baron Willem Hendrik Alexander Carel van Heeckeren van Kell, né à La Haye le 12 août 1774 et mort à Ruurlo le 24 juillet 1847, est un homme politique néerlandais. Il est le père de Carel van Heeckeren van Wassenaer et de Willem van Heeckeren van Kell.
- Membre de la seconde Chambre (1815-1823)
- Gouverneur de Gueldre (1825-1846)
- Ministre d'État (1846-1847)

## Sources
- (nl) Sa fiche sur parlement.com
- (nl) Nieuw Nederlandsch Biografisch Woordenboek
- Notice dans un dictionnaire ou une encyclopédie généraliste :   - Biografisch Portaal van Nederland